# 卑爾根主教座堂
卑爾根大教堂（挪威語：Bergen domkirke）是位於挪威城市卑爾根的一座大教堂。卑爾根大教堂首次出現在歷史記錄中是在1181年。現在的卑爾根大教堂可以容納約1000人。